# Estados da Nigéria

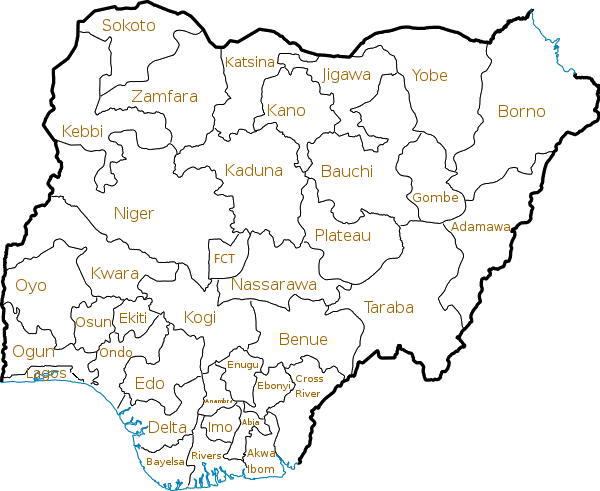
Estados da Nigéria.

A Nigéria é atualmente dividida em 36 estados e o Território da Capital Federal. Os estados estão subdivididos em 774 Áreas de Governo Local (AGLs). Sob a constituição nigeriana, os estados têm o poder de ratificar emendas constitucionais.

## Estados atuais e o território federal
| Estados: | | |  |
| 1. Abia 2. Adamawa 3. Akwa Ibom 4. Anambra 5. Bauchi 6. Bayelsa 7. Benue 8. Borno 9. Rio Cross 10. Delta 11. Ebonyi 12. Edo | 1. Equiti 2. Enugu 3. Gombe 4. Imo 5. Jigawa 6. Kaduna 7. Cano 8. Catsina 9. Kebbi 10. Kogi 11. Kwara 12. Lagos | 1. Nassaraua 2. Níger 3. Ogum 4. Ondô 5. Oxum 6. Oió 7. Plateau 8. Rios 9. Socoto 10. Taraba 11. Yobe 12. Zanfara |  |

Território federal: 37. Território da Capital Federal

## História
Antes e depois da independência, em 1960, Nigéria foi uma Federação de três Regiões: Norte, Oeste, e Leste. Os britânicos haviam dividido a região sul em duas Oeste, e Leste em 1939. Províncias foram também utilizadas em tempos coloniais. Em 1963, duas províncias foram destacadas da Região Oeste para formar a nova Região Centro-Oeste. Em 1967, as regiões foram substituídas por 12 estados devido a um decreto militar; apenas a antiga Região Centro-Oeste escapou da divisão, e formou um Estado único, na sequência da reestruturação. De 1967 a 1970 as áreas do estado Centro-Oeste e a Região Leste fizeram tentativa para suceder, como Biafra. Em 1976, sete novos estados foram criados, fazendo 19 no total; o Território da Capital Federal também foi criado. Em 1987, dois novos estados foram criados, seguido por outros 9 em [1991, elevando o total para 30. As últimas mudanças, em 1996, resultaram no atual número de 36 estados.

### Estados da Nigéria entre 27 de agosto de 1991 e 1 de outubro de 1996

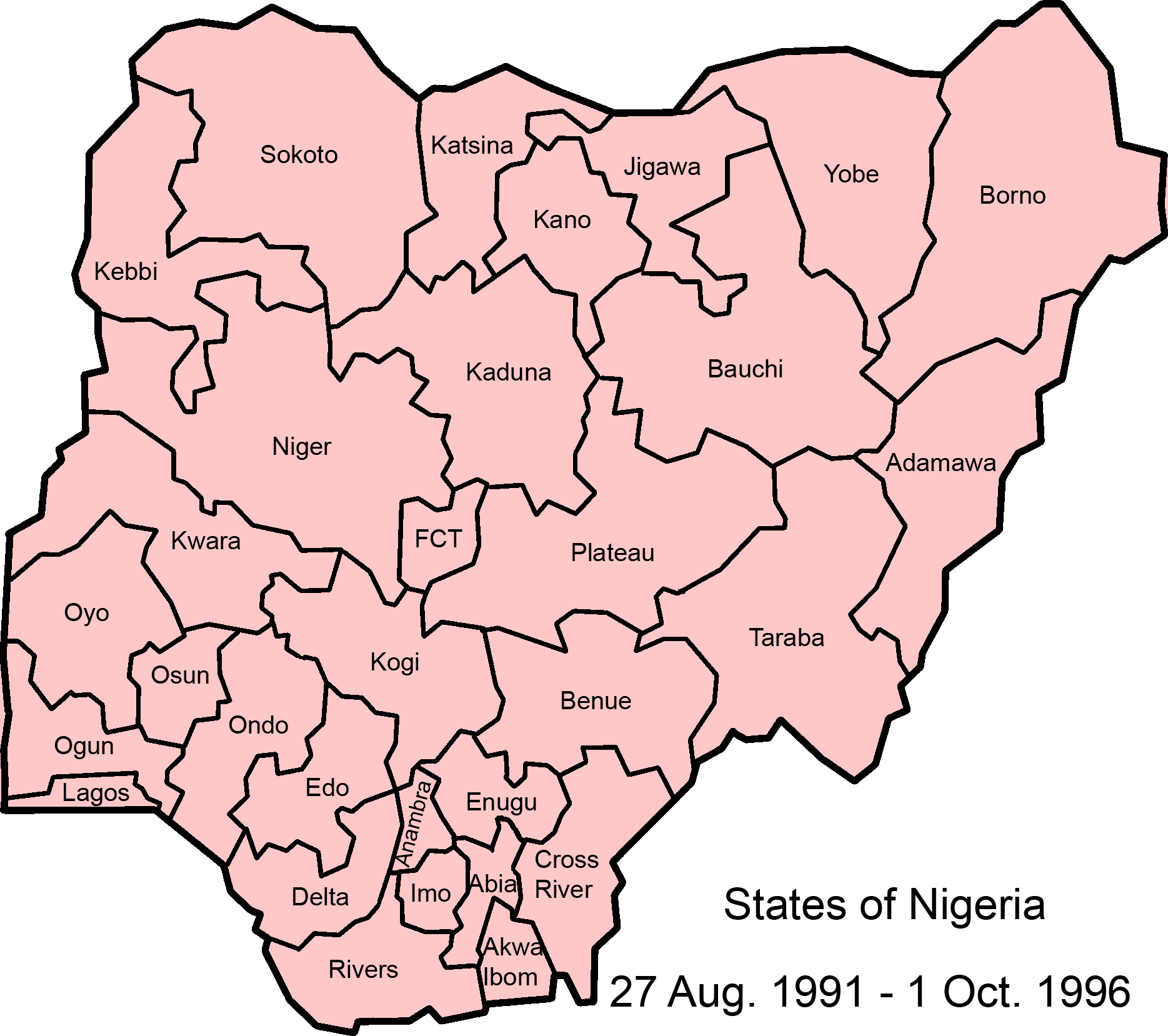

### Estados da Nigéria entre 23 de setembro de 1987 e 27 de agosto de 1991

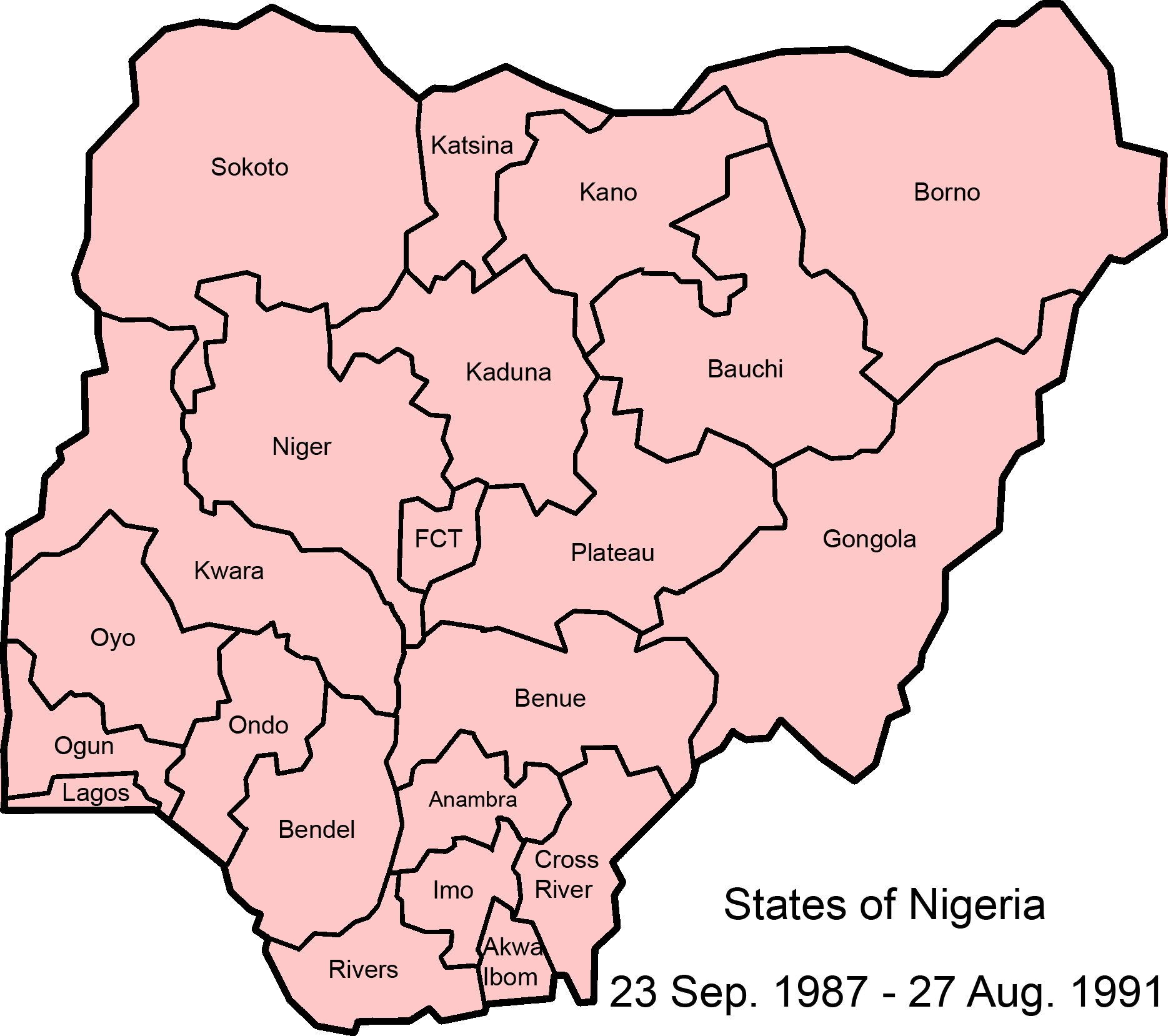